# Ewald von Pfeil
Ewald Friedrich Gotthard Graf von Pfeil und Klein-Ellguth (* 19. Dezember 1827 in Johnsdorf, Landkreis Brieg, Provinz Schlesien; † 2. Oktober 1889 Kreisewitz, Landkreis Brieg) war schlesischer Majoratsherr auf Kreisewitz und Politiker.

## Leben
Ewald Friedrich Gotthard Graf von Pfeil und Klein-Ellguth entstammte dem schlesischen Adelsgeschlecht Pfeil. Er war ein Sohn des Gustav Graf von Pfeil und Klein-Ellguth (1795–1873) und dessen Ehefrau Luise Freiin von Kleist (1798–1842) und damit der ältere Bruder von Bernhard von Pfeil. 
Am 8. November 1858 heiratete er in Schmerwitz Marie Brandt von Lindau (* 19. September 1837; † 29. Januar 1922). Das Paar hatte 11 Kinder, 3 Söhne und 8 Töchter.
Von 1845 bis 1859 war er im Militärdienst, den er im Range eines Hauptmanns verließ. Er war Abgeordneter im Provinziallandtag der Provinz Schlesien, zeitweise Landesältester der Provinz, kommunalpolitisch engagierte er sich im Kreistag und im Kreisausschuss.
Durch eine Ersatzwahl am 20. August 1869 war er von 1869 bis 1871 Abgeordneter des  Wahlkreises Breslau 4 (Namslau, Brieg) im Reichstag des Norddeutschen Bundes. Hierdurch wurde er auch Mitglied des Zollparlaments. Er war katholisch-klerikal orientiert und blieb im Reichstag fraktionslos. Von 1886 bis 1889 war er Mitglied des Preußischen Abgeordnetenhauses. Im Abgeordnetenhaus schloss er sich der Fraktion der Deutschkonservativen Partei an. Er gehörte dem Reichsverband der Deutsch-Sozialen Partei an.